# حسين منتصر
حسين منتصر مواليد 2 مارس 1923 في بني سويف، مصر - الوفاة 14 فبراير 1992، كان لاعب كرة سلة مصري. مثّل منتخب بلاده. شارك في دورة الألعاب الأولمبية الصيفية سنة 1948 و1952.

## روابط خارجية
- حسين منتصر على موقع الاتحاد الدولي لكرة السلة (الإنجليزية)
- حسين منتصر على موقع الاتحاد الدولي لكرة السلة (الإنجليزية)
- حسين منتصر على موقع الاتحاد الدولي لكرة السلة (الإنجليزية)
- حسين منتصر على موقع سبورتس رفرنس (الإنجليزية)
- حسين منتصر على موقع أوليمبيديا (الإنجليزية)